# Тоямський університет
Тоямський університет (яп. 富山大学, とやまだいがく; англ. University of Toyama) — державний університет у Японії. Розташований за адресою: префектура Тояма, місто Тояма, квартал Ґофуку 3190. Відкритий у 1949 році. Скорочена назва — То́мі-да́й (яп. 富大, とみだい).

## Історія
2005 року Тоямський університет поглинув Тоямський медично-фармацевтичний університет (яп. 富山医科薬科大学, とやまいかやっかだいがく; англ. Toyama Medical and Pharmaceutical University), що існував із 1973 року в кварталі Суґітані міста Тояма. На основі цього університету були утворені медичний і фармацевтичний факультети, а також аспірантури медичних наук і фармацевтики.

## Факультети
- Гуманітарний факультет (яп. 人文学部)
- Економічний факультет (яп. 経済学部)
- Природничий факультет (яп. 理学部)
- Інженерно-технічний факультет (яп. 工学部)
- Факультет розвитку людини (яп. 人間発達科学部)
- Медичний факультет (яп. 医学部)
- Фармацевтичний факультет (яп. 薬学部)
- Мистецько-культурологічний факультет (яп. 芸術文化学部)

## Аспірантура
- Аспірантура гуманітарних наук (яп. 人文科学研究科)
- Економічна аспірантура (яп. 経済学研究科)
- Природничо-технічна аспірантура (яп. 理工学研究科)
- Педагогічна аспірантура (яп. 教育学研究科)
- Аспірантура медичних наук (яп. 医学系研究科)
- Аспірантура фармацевтики (яп. 薬学研究科)